# Bernard Carasse
Bernard Carasse (* um 1504/1509 in Arcizans-Avant, Königreich Frankreich; † 8. September 1586 in der Grande Chartreuse, Königreich Frankreich) war ein französischer Kartäuser.

## Leben
Während des Piermontskrieges befehligte er ein Regiment unter Marschall Charles I. de Cossé, comte de Brissac. Später absolvierte er ein Theologiestudium. Er wurde Kanoniker an der Stiftskirche Saint-Benoît-le-Bétourné in Paris.
Er trat in die Kartause von Paris ein und legte am 9. Oktober 1544 seine Profess ab. 1554 wurde Prior der Kartause Mont-Dieu. 1557 zusätzlich Mitvisitator der Provinz Picardie und von 1560 bis 1566 Visitator. 1566 wurde er zum Koadjutor von Pierre Sarde gewählt und mit seinem Tod im gleichen Jahr wurde er Prior der Grande Chartreuse und Generalminister des Kartäuserordens.
Er führte die von seinem Vorgänger begonnenen Bauten fort. 1570 forderten mehrere Priore eine Überarbeitung der Statuten der Kartäuser, um den Anforderungen des Konzil von Trient zu entsprechen. Bernard stellte die Statuten auf den Generalkapiteln von 1571, 1573 und 1578 vor und erst 1581 erteilten die Definatoren er dritten und endgültigen Fassung der Nova Collectio Statutorum die Zustimmung. Zuvor hatte Papst Gregor XIII. seine Zustimmung erteilt. Carasse kümmerte sich auch um die Überarbeitung des Kartäuser-Breviers und veröffentlichte 1585 die Homilien des Ordens.